# Bayelsa Queens Football Club
Il Bayelsa Queens Football Club, conosciuto semplicemente come Bayelsa Queens, è una squadra di calcio femminile nigeriana con sede a Yenagoa, nello stato federale del Bayelsa.
Il club gioca in NWFL Premiership, massimo livello del campionato nazionale di categoria
, del quale ha conquistato la prima posizione in quattro stagioni, 2004, 2006, 2007 e 2018.

## Storia
Il club del Bayelsa Queens fu fondato dall'ex governatore Diepreye Alamieyeseigha nel 2000. Il consiglio della NWFL documenta che il club è stato il primo club femminile in Nigeria ad avere la sua prestagione all'estero nel 2007.
Il club è anche conosciuto come Restoration Girls, un nome motivato dal governo dello stato.

## Palmarès
- Campionato nigeriano: 4

2004, 2006, 2007, 2018
- Coppa di Nigeria femminile: 1

2021